# Károly Ecser
Károly Ecser (ur. 22 października 1931 w Ceglédzie, zm. 5 kwietnia 2005 w Ceglédbercel) – węgierski sztangista.

## Kariera

### Igrzyska olimpijskie
W 1964 zajął 5. miejsce na igrzyskach olimpijskich w wadze ciężkiej z wynikiem 507,5 kg.

### Mistrzostwa świata i Europy
W 1961 został brązowym medalistą mistrzostw Europy w wadze ciężkiej, w 1962 i 1964 został wicemistrzem kontynentu w wadze ciężkiej, a w 1965 został mistrzem Europy oraz brązowym medalistą mistrzostw świata w tej samej wadze.

## Losy po zakończeniu kariery
Karierę zakończył w 1967 roku, a następnie został trenerem. Zmarł 5 kwietnia 2005 w Ceglédbercel, a pochowany został 15 kwietnia 2005 w tym samym mieście.